# Foolish (Lied)
Foolish ist ein Song der US-amerikanischen R&B-Sängerin Ashanti aus ihrem Debütalbum Ashanti. Der Song wurde von Ashanti, 7 Aurelius, Mark DeBarge und Produzent Irv Gotti geschrieben. Im Song werden Samples von DeBarges Stay with Me und Elemente aus One More Chance (remix) von The Notorious B.I.G. und M.V.P von Big L integriert.
Der Song wurde als erste Single am 29. Januar 2002 veröffentlicht und hielt sich 10 Wochen an der Spitze der U.S. Billboard Hot 100 und Billboard Hot R&B Songs. Damit ist der Song Ashantis zweiter Nummer-eins-Hit in den USA und dritter Top-Ten-Hit in beiden Charts. Der Song erreichte die Top Ten in Großbritannien, Australien, Irland und Neuseeland.
Das Lied erreichte 2009 Platz 19 der Billboard Hot 100 Dekaden-Charts. Mit Stand Juni 2012 war das Lied mit 8,4 Millionen Verkäufen die zweitbestverkaufte Single im 21. Jahrhundert.

## Musikvideo und Auszeichnungen
Die Videoaufnahmen zum Lied fanden im Januar 2002 statt und wurden von Irv Gotti selbst geleitet. Das Video zeigt, wie Ashantis Freund (Terrence Howard) in kriminelle Machenschaften gerät und mit dem Love And Hip Hop Atlanta-Reality-Star Althea fremd geht, was nach einem Streit zur Trennung führt. Der Liedtext deutet darauf hin, dass Ashanti immer noch Liebe für ihn empfindet und diese Gefühle nicht überwinden kann. Sie beginnt, im Herzen und im Kopf sowohl Liebe als auch Hass für ihn zu empfinden. In den Nebenrollen sind Charli Baltimore, Vita, Ja Rule und Irv Gotti zu sehen. Das Video wurde in dem gleichen Stil wie der Film GoodFellas gedreht, mit Ashanti in der Rolle der Karen Hill und Terrence Howard als Henry Hill. Irv Gotti und Ja Rule nehmen die Rolle der Jimmy Conway und Paul Cicero ein. Das Video war bei den MTV Video Music Awards 2002 in den Kategorien Best Female Video, Best R&B Video und Best New Artist nominiert.
Das Lied war 2003 bei den Grammy Awards in der Kategorie Best R&B Vocal Performance – Female und Ashanti in der Kategorie Best New Artist nominiert. Sie gewann den Soul Train Music Award in der Kategorie Best R&B / Soul Single for Female.
Es gibt mehrere Veröffentlichungen und Herausgaben unter dem Namen Foolish und Unfoolish, die sich auf die Single beziehen bzw. worauf sich die Single bezieht. Ashantis Jugendpoesie und Tagebuchauszüge erschienen in einem Buch namens Foolish / Unfoolish – Reflections on love. Darauf folgte ein Hörbuch gleichen Titels mit dem Zusatz A spoken word album – read by the author, herausgegeben durch Hyperion.

## Kommerzieller Erfolg

### Chartplatzierungen
| ChartsChartplatzierungen       | Höchstplatzierung | Wochen |
| ------------------------------ | ----------------- | ------ |
| Deutschland (GfK)              | 26 (9 Wo.)        | 9      |
| Österreich (Ö3)                | 49 (8 Wo.)        | 8      |
| Schweiz (IFPI)                 | 15 (22 Wo.)       | 22     |
| Vereinigte Staaten (Billboard) | 1 (32 Wo.)        | 32     |
| Vereinigtes Königreich (OCC)   | 4 (15 Wo.)        | 15     |

| ChartsJahrescharts (2008)      | Platzierung |
| ------------------------------ | ----------- |
| Vereinigte Staaten (Billboard) | 2           |

| ChartsJahrescharts (2000–2009) | Platzierung |
| ------------------------------ | ----------- |
| Vereinigte Staaten (Billboard) | 19          |

### Auszeichnungen für Musikverkäufe
| Land/Region                  | Auszeichnungen für Musikverkäufe (Land/Region, Auszeichnung, Verkäufe) | Verkäufe  |
| ---------------------------- | ---------------------------------------------------------------------- | --------- |
| Australien (ARIA)            | Platin                                                                 | 70.000    |
| Neuseeland (RMNZ)            | 2× Platin                                                              | 60.000    |
| Vereinigte Staaten (RIAA)    | 2× Platin                                                              | 2.000.000 |
| Vereinigtes Königreich (BPI) | Platin                                                                 | 600.000   |
| Insgesamt                    | 6× Platin ·                                                            | 2.730.000 |